# Coleophora staehelinella
Coleophora staehelinella is een vlinder uit de familie kokermotten (Coleophoridae). De wetenschappelijke naam is voor het eerst geldig gepubliceerd in 1891 door Walsingham.
De soort komt voor in Europa.